# Chrysler 300 C
La Chrysler 300 C è una automobile prodotta dalla casa automobilistica statunitense Chrysler dal 2004 al dicembre 2023, che riprende il nome e la sigla dalla serie 300 prodotta dal 1955.
Nel 2011 è stata presentata la seconda generazione venduta semplicemente come Chrysler 300 che in Europa, ad eccezione del Regno Unito, venne commercializzata anche dal marchio italiano Lancia come Lancia Thema. Il veicolo ha sostituito il Volga Siber in Russia.

## Prima generazione (2004-2011)

### Caratteristiche generali
La 300 C è una grossa berlina della Chrysler, un omaggio all'omonima berlina degli anni cinquanta, lunga 5,024 metri e larga 1,88 metri.

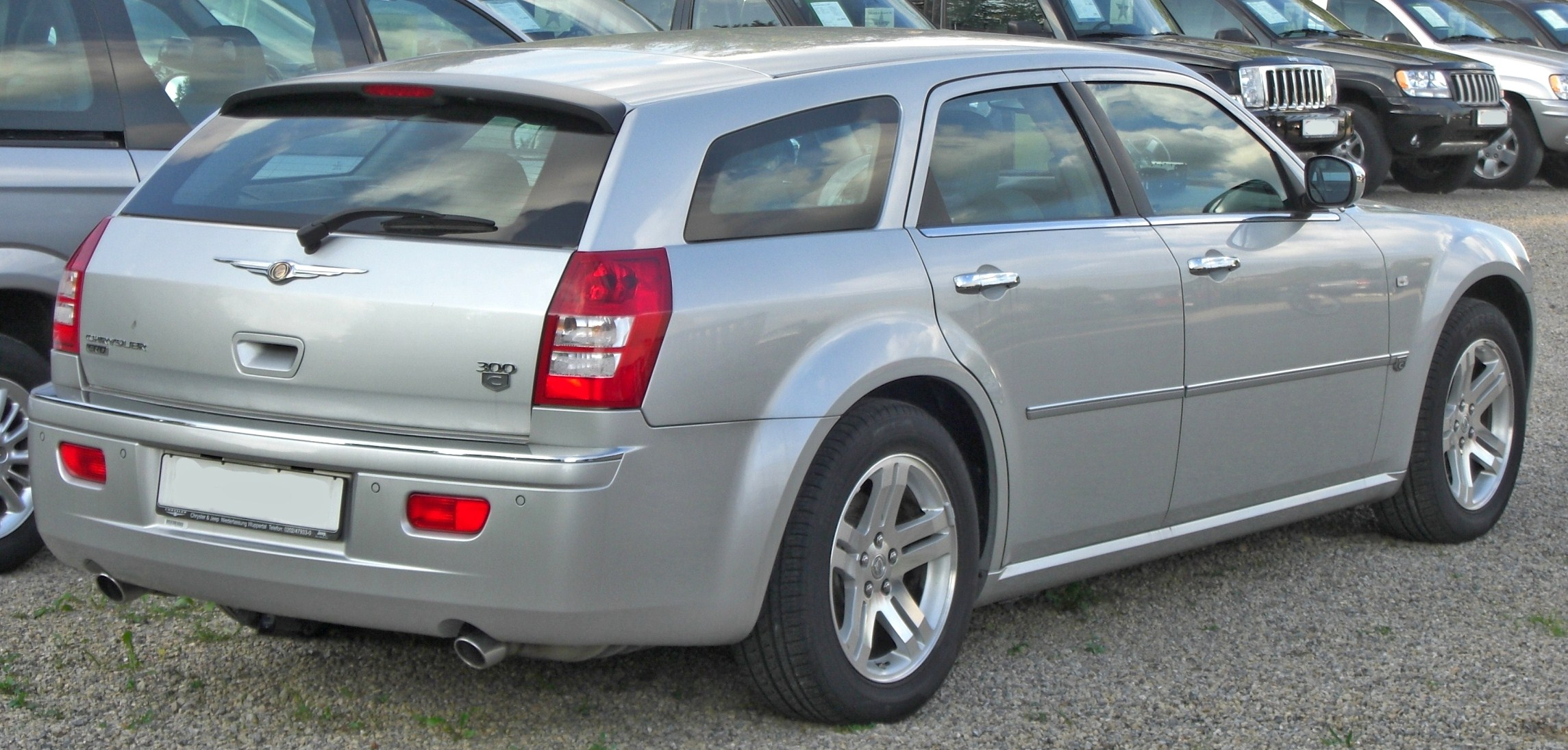
Chrysler 300C Touring

Tipicamente statunitense nella linea e nei motori di grossa cilindrata, la 300 C è comunque assemblata in Austria dalla Magna Steyr per il mercato europeo (eccezion fatta per il modello 5.7 V8 e la SRT8 che vengono prodotte a Brampton (Ontario-Canada) e presenta due propulsori di origine Mercedes-Benz, originari della "cugina" tedesca Classe E. La 300 C, realizzata su un nuovo pianale denominato LX, condivide diverse componenti meccaniche del telaio con alcuni modelli Mercedes essendo stata progettata durante l'alleanza DaimlerChrysler.
La 300C è disponibile anche nella versione Touring.
Nel modello originale 2006 distribuito negli Stati Uniti esistono diversi allestimenti:
- "300" modello base con motorizzazione 2,7L V6
- "300" modello base con motorizzazione 3.5L V6 trazione posteriore oppure integrale.
- "300 Limited": Motorizzazione 3.5L V6 trazione posteriore oppure integrale, cerchi da 17" cromo-alluminio, climatizzatore dual-zone, sedili anteriori elettrici e riscaldati.
- "300 Touring": (al contrario di quanto si pensi il modello touring è berlina, in USA/Canada il modello "station wagon" è commercializzato sotto il marchio della consorella Dodge con il nome modello Magnum e con un lieve restyling estetico). Motorizzazione 3.5L V6 trazione posteriore oppure integrale, cerchi da 17" e altri pacchetti con amenità varie
- "300 C" Motorizzazione 5.7L V8 HEMI full optional: cerchi da 18", navigatore, tetto apribile, sedili riscaldati e regolabili elettricamente, doppio climatizzatore, sensore pioggia ecc.
- "300 SRT8" Motorizzazione 6.1L V8 HEMI anche qui full optional, anche se devota più alla sportività che al comfort.[5]

### Caratteristiche tecniche
La 300 C monta motori di grossa cilindrata, ad alta potenza e dal consumo elevato, mentre nelle trasmissioni sono presenti il cambio automatico NAG 5G-Tronic W5A580 di origine Mercedes oppure il più classico cambio Ultradrive 42RLE di produzione Chrysler.
Le versioni a trazione integrale adottano il sistema 4Matic sempre di origine Mercedes (la stessa della Classe E W211), e sono identificate dalla sigla AWD.
Il motore 2,7 litri V6 è della famiglia Chrysler LH (EER), il 3,5 litri V6 e i due V8 Hemi da 5,7 e 6,1 litri per i modelli di punta. L'unico motore diesel era il 3,0 litri V6
Il motore diesel è un V6 Common Rail OM642 di origine Mercedes-Benz disponibile solo in Europa e Australia. Sviluppa 218 CV (162 kW), con una velocità massima di 230 Km/h, 7,6 secondi per toccare i 100 km/h da fermo e circa 12 km con un litro di carburante di consumo misto.
C'è anche un 3.5 V6 benzina della famiglia EGG, che eroga 250 CV (186 kW), tocca i 220 km/h e impiega 9,2 secondi nell'accelerazione da 0 a 100 km/h. È disponibile anche un 5.7 V8, che eroga 340 CV (253 kW), supera i 250 km/h, impiega 6,4 secondi per raggiungere i 100 km/h e dispone della tecnologia Hemi: ovvero il cielo del cilindro è di forma emisferica, questo permette rapporti di compressione più alti.
Il motore V8 è provvisto di MDS (Multi Displacement System) che consente di ridurre i consumi della vettura. Se richiesta poca potenza, la centralina mette in funzione solo 4 cilindri degli otto cilindri.
Se richiesta piena potenza (kick down) entrano in azione tutti gli otto cilindri. Infine vi è anche un 6.1 SRT V8 con 431 CV (321 kW) che fa sfiorare all'auto i 270 km/h. Provvista di questo motore l'auto necessita di 5 secondi per raggiungere i 100 km/h.

## Seconda generazione (2011-2023)
La seconda generazione venne anticipata nel 2009 ma a causa del fallimento della Chrysler la vettura entrò in commercio solo nel 2011 per mezzo dell’accordo con Fiat Group Automobiles.
Nota con il codice progettuale LD, la nuova generazione si basa sempre sul pianale LX della precedente serie adotta ancora le sospensioni anteriori con schema a quadrilatero e retrotreno Multilink a cinque bracci di origine mercedes. Rispetto alla 300C differiscono tutti i lamierati della carrozzeria e delle porte, i vetri sono di nuovo disegno, le trasmissioni e i motori sono tutti di nuova generazione, e nuovi sono anche gli interni, gli equipaggiamenti e la componentistica.
Completamente rinnovato il gruppo motori-trasmissioni con l'adozione del nuovo cambio automatico sequenziale ZF 8HP45 a otto rapporti e il sistema di trazione integrale più efficiente rispetto al passato. I vecchi 2.7 e 3.5 V6 vengono tutti sostituiti dal nuovo 3.6 V6 Pentastar, il 5.7 Hemi V8 invece continuerà ad essere disponibile mentre il precedente 6.1 V8 Hemi che equipaggiava le versioni SRT delle sportive Chrysler e Dodge sarà sostituito dalla nuova versione portata a 6,4 litri di cubatura. Il 3.0 diesel di origine Mercedes viene invece sostituito dal nuovo 3.0 V6 24 valvole A630 DOHC prodotto dalla VM Motori con tecnologia Multijet II.
In fase progettuale sono stati effettuati interventi anche sulla sicurezza attiva e passiva, infatti questo modello ha ottenuto le 5 stelle nei crash test NHTSA.

### Modello europeo
In Europa, ad eccezione del Regno Unito, è stata commercializzata sotto le insegne del marchio italiano partner come Lancia Thema. Tuttavia a causa delle basse vendite la vendita e la produzione del modello a marchio Lancia cesserà nell'estate del 2014.
Nel Regno Unito continuò ad essere venduta come Chrysler ma la commercializzazione cessò nel 2015 a causa della bassa domanda.

### Restyling 2014

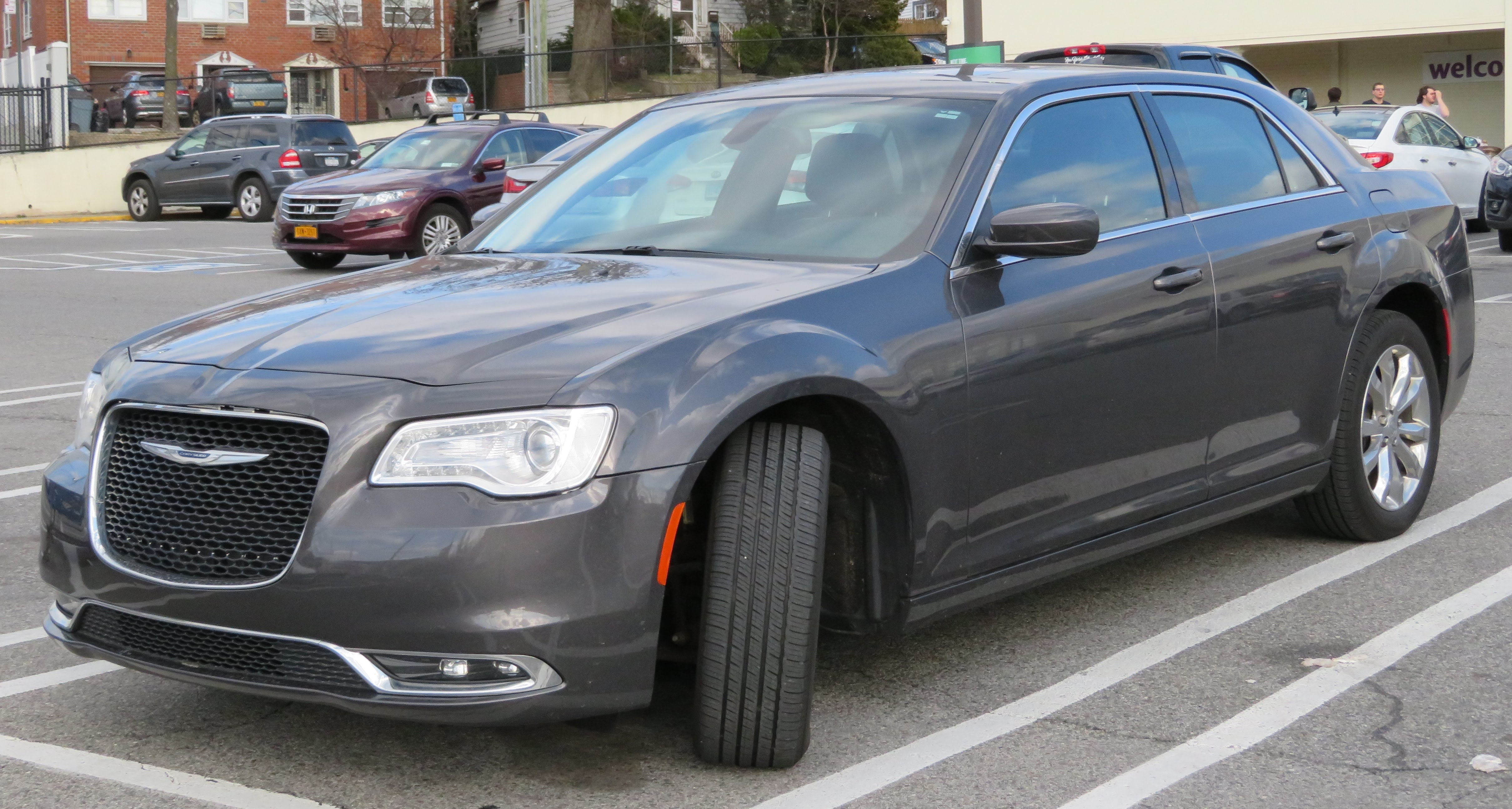
Chrysler 300 restyling del 2015

Introdotta al salone di Los Angeles 2014 il restyling porta al debutto revisioni sia estetiche che meccaniche: il frontale viene ridisegnato mediante l'adozione di nuovi paraurti, nuova calandra di dimensioni maggiori e il marchio Chrysler posizionato al centro della calandra per renderlo più visibile. L'interno introduce il cambio automatico con una nuova manopola circolare al posto della tradizionale leva sul tunnel oltre a una nuova grafica per l'impianto multimediale UConnect.
Nel 2015 il modello aggiornato debutta anche in Cina e in Russia con un motore 3,0 litri V6 Pentastar da 235 cavalli specifico dalla cubatura ridotta per andar incontro a delle agevolazioni fiscali locali (non disponibile in USA).
Nel 2016 viene re introdotta la versione SRT ma solo per i mercati con guida a destra (Australia, Sudafrica e Giappone) e per gli emirati arabi. Il motore resta il 6,4 litri V8 aspirato ed esteticamente presenta nuovi paraurti specifici e minigonne dal disegno inedito e nuovo logo SRT sulla calandra l posto del marchio Chrysler. In America la versione SRT non viene venduta per evitare concorrenza interna con i modelli SRT commercializzati dalla Dodge e aventi lo stesso motore.